# Polemiosilis
Polemiosilis es un género de escarabajos  de la familia Cantharidae. En 1921 Pico describió el género. Contiene las siguientes especies:
- Polemiosilis acutidentata
- Polemiosilis expansa
- Polemiosilis hammondi
- Polemiosilis laciniata
- Polemiosilis nagaii
- Polemiosilis nanggalaensis
- Polemiosilis nigriceps
- Polemiosilis serrata
- Polemiosilis recurva
- Polemiosilis rubidiceps
- Polemiosilis saleierensis
- Polemiosilis simplex